# Where is l'album de Gradur
 (juin 2022).
Albums de Gradur
Sheguey Vara 2
(2015) Zone 59
(2019)
Singles
1. Bigo
Sortie : 4 novembre 2016
2. Dans ma vie
Sortie : 14 novembre 2016
3. Oblah
Sortie : 24 novembre 2016
4. Ken
Sortie : 23 décembre 2016
5. Maman
Sortie : 22 mars 2017
6. Flex
Sortie : 14 avril 2017

Where is l'album de Gradur est le second album studio du rappeur français Gradur, sorti le 25 novembre 2016, trois jours avant l'anniversaire du rappeur. 
L'album est numéro 1 iTunes dès la première semaine suivant sa sortie. L'album devient disque d'or un mois après sa sortie. En octobre 2017, soit un peu moins d'un an après sa sortie, l'album est certifié disque de platine avec 100 000 exemplaires vendus.

## Genèse
À l'occasion du million d'abonnés sur son compte Instagram, Gradur a décidé de faire une surprise à ses fans en sortant son deuxième album Where is l'album de Gradur, le nom du défi qu'il a lancé sur les réseaux sociaux. Le 4 novembre, l'album est en précommande sur iTunes et sur la Fnac en édition limitée avec le bob.
Quatre singles sortent avant l'album : Coller serré, Bigo le 4 novembre, Dans ma vie le 14 novembre et Oblah le 24 novembre.
Deux singles sortent après la sortie de l'album : Ken le 23 décembre, Maman, le 23 mars 2017, Flex, le 14 avril.
En première semaine, l'album se vend à plus de 22 000 exemplaires (physique, digital, streaming). En plus d'un mois, il est certifié disque d'or avec plus de 50 000 exemplaires vendus, ce qui est un véritable succès pour le rappeur.

## Pochette
La pochette de l'album rappelle un peu celle du classique du rap Ready to Die de The Notorious B.I.G.. On y voit un bébé avec la tête de Gradur adulte portant un chapeau et à côté des cartes marines et une boussole. A la manière dont sont représentées les pensées dans les bande-dessinées, il y a une bulle rose dans laquelle est inscrit "#Where is l'album de Gradur".

## Liste des pistes
| No  | Titre                                    | Auteur                    | Compositeur(s)            | Durée |
| --- | ---------------------------------------- | ------------------------- | ------------------------- | ----- |
| 1.  | Intro                                    | Gradur                    | Soulayman Beats           | 2:25  |
| 2.  | Cherche la monnaie                       | Gradur                    | Kima Prod                 | 3:04  |
| 3.  | Bigo                                     | Gradur                    | DST Prod, Soulayman Beats | 3:08  |
| 4.  | Flex                                     | Gradur                    | Kima Prod                 | 2:56  |
| 5.  | Dolla                                    | Gradur                    | DST Prod                  | 3:45  |
| 6.  | Dans ma vie Or                           | Gradur                    | Tommy Beats               | 3:06  |
| 7.  | Benz                                     | Gradur                    | Penacho Beats             | 3:07  |
| 8.  | Ken                                      | Gradur                    | Seezy                     | 3:36  |
| 9.  | Beue s**t                                | Gradur                    | DST Prod                  | 3:38  |
| 10. | Never Change                             | Gradur                    | Gradur                    | 3:11  |
| 11. | Oblah Platine (feat. MHD, Alonzo & Nyda) | Gradur, MHD, Alonzo, Nyda | Rob White                 | 3:31  |
| 12. | Coller serré                             | Gradur                    | Rob White                 | 3:17  |
| 13. | Bibi                                     | Gradur                    | DST Prod                  | 3:15  |
| 14. | Encore                                   | Gradur                    | Croisade                  | 3:02  |
| 15. | Wanani Gradi Mariadi                     | Gradur                    | Seezy                     | 3:17  |
| 16. | Maman                                    | Gradur                    | DST Prod                  | 3:37  |

## Clips vidéo
- 4 novembre 2016 : Bigo
- 14 novembre 2016 : Dans ma vie
- 24 novembre 2016 : Oblah (feat. MHD, Alonzo & Nyda)
- 23 décembre 2016 : Ken
- 22 mars 2017 : Maman
- 14 avril 2017 : Flex

## Classements
| Charts                       | Meilleure position |
| ---------------------------- | ------------------ |
| Suisse (Schweizer Hitparade) | 27                 |
| France (SNEP)                | 6                  |
| Belgique (Wallonie Ultratop) | 18                 |

## Certifications
| Région | Certification | Ventes/Streams |
| ------ | ------------- | -------------- |
| France | Platine       | 100 000        |